# Verywear
 (juillet 2010).
Si vous disposez d'ouvrages ou d'articles de référence ou si vous connaissez des sites web de qualité traitant du thème abordé ici, merci de compléter l'article en donnant les références utiles à sa vérifiabilité et en les liant à la section « Notes et références ».
Verywear est un groupe de distribution de prêt-à-porter multimarques multi enseignes, composé des enseignes Devianne, Magvet, Stanford, Cap Mod et Julie Guerlande, Des Marques et Vous.
Créé en 1882, le groupe possède aujourd’hui un réseau de près de 200 points de vente en France et à l’étranger, notamment en Hongrie, en Espagne, aux Pays-Bas et au Canada. Depuis 2010, Verywear a aussi le premier moteur de recherche spécialisé [réf. nécessaire]sur la mode masculine, avec le site de vente en ligne des-marques-et-vous.com. Le groupe Verywear est dirigé par Joël Toulemonde.

## Historique
En 1882, le maître-tailleur Jean-Louis Devianne crée sa première boutique, "Aux Deux Nations", près de la frontière belge. En 1923, Jean-Louis Devianne ouvre le magasin "Au Printemps", à Tourcoing. Après le rachat de trois concurrents dans le Nord-Pas-de-Calais en 1969 et l'ouverture du premier magasin "Devianne" rue de Béthune à Lille, en 1974, toutes les boutiques sont regroupées sous le nom Devianne. 
Le groupe fait l'acquisition de l'enseigne Magvet, basée dans l'Est de la France (2006), de Cap Mod et de Stanford, situés principalement dans l'Est et dans la région parisienne (2007). Ces trois enseignes conservent néanmoins leur nom originel et certaines de leurs spécificités en matières de produits, de services et de clients. En 2009, le premier magasin Devianne à l’étranger est inauguré en Hongrie, et la même année, le groupe Devianne devient le groupe Verywear. 
Quelques mois plus tard, Verywear se lance dans le commerce électronique. Il ouvre son site web de vente en ligne, Moteur de Mode, spécialisé dans la distribution de vêtements de marque pour homme, et prend une participation minoritaire dans la société Alternative Diffusion, située à Paris et éditeur du site de ventes privées Fashion Privilege.
En juillet 2010, Verywear annonce l’acquisition de la société Astermod, basée à Strasbourg, et de sa marque Julie Guerlande, diffusée dans un réseau de 117 points de ventes, en France et à l’étranger (Espagne, Pays-Bas, Canada.) Astermod est également agent pour la France des marques Gelco, Steilmann et conçoit et développe la marque Katmai vendues via 600 détaillants.

## Les sociétés du groupe Verywear ex Devianne
- Snlc Wasquehal
- Julie Garlande Wasquehal
- Evasion Armentiéres
- Cevimod Wasquehal
- Financère Devianne Wasquehal
- Houdimont Terville
- One Shot Wasquehal
- Vet 67 Wasquehal
- Zignia Augny
- Catm Wasquehal
- Epivosges Epinal
- Stanford Wasquehal
- Inter Habillement Chatillon le Duc
- Aster Mod Hoerdt